# 中国社会科学院和平发展研究所
中国社会科学院和平发展研究所是中华人民共和国的一家和平发展问题研究机构，成立于2013年，是中国社会科学院的直属研究单位。